# キング・エステート・ワイナリー
キング・エステート・ワイナリー（英: King Estate Winery）は、アメリカ合衆国オレゴン州ユージーンの南西、ロレーン近郊に所在するオーガニック・ワイナリー。『オレゴニアン』紙のマット・クレーマーは、キング・エステートを米国産ピノ・グリ（別名ピノ・グリージョ）の「基準となる作り手」だと評した。主にピノ・グリで有名な作り手であるが、ピノ・ノワールや少量のシャルドネも生産している。
1991年にエド・キング・ジュニアと息子のエド・キング三世により設立。Oregon Tilthのオーガニック認証を受けた1,033エーカー（4.18 km2）の 敷地に、465エーカー（1.88 km2）のオーガニック畑があるほか、30エーカー（120,000 m2）の区画では果実・野菜・花が栽培されている。敷地内にはレストランとワインバーが収められており、ワイン・テイスティングやワイン・ツアーも用意されている。
2007年には『Wine & Spirits』誌が毎年行っている投票において、キング・エステートのピノ・グリがピノ・グリ／ピノ・グリージョ部門の米国産ワインで第1位を獲得した（同部門全体では第2位）。これは同誌の18年に亘る投票史上、オレゴンの作り手としては最高位の記録となった。

## サステイナビリティ

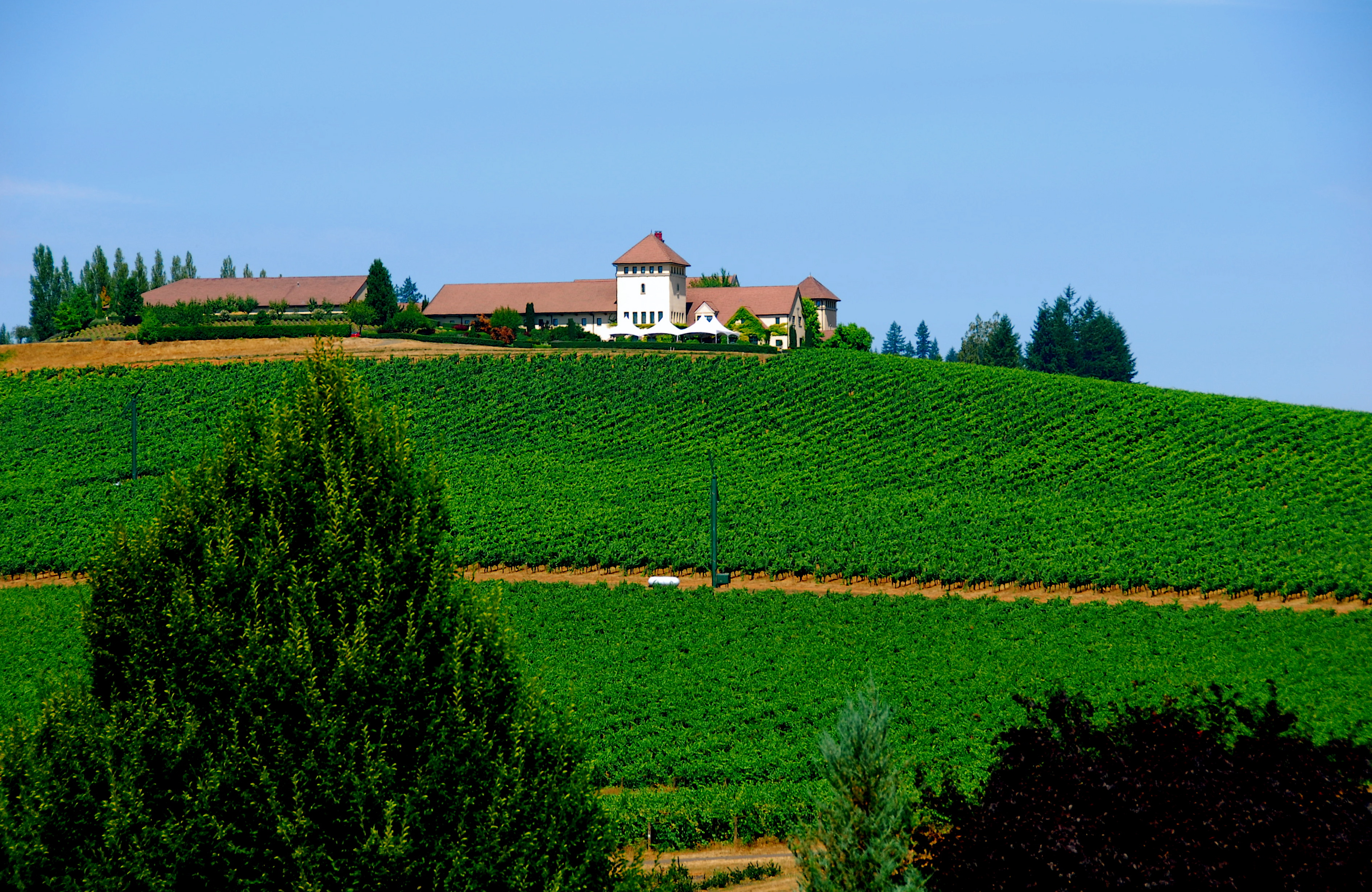
キング・エステート・ワイナリーと葡萄畑

キング・エステート・ワイナリーは、米国で最も厳格な認証機関であるOregon Tilthのオーガニック認証を受けている。1,033エーカー（4.18 km2）の 敷地に、オーガニックの葡萄畑としては米国最大となる465エーカー（1.88 km2）の畑がある。2005年には、Oregon Tilthにより「今年のオーガニック生産者」に選ばれた。

## 料理
キング・エステートは料理に合うワインを作ることを是としており、エステート内にあるレストランでは現地で収穫されたオーガニック野菜を使った料理が提供されている。1990年代、キングエステートは2冊の料理本を出版した（『New American Cuisine King Estate Pinot Gris Cookbook』と『New American Cuisine King Estate Pinot Noir Cookbook』）。これらの料理本は、どちらもピノ・グリとピノ・ノワールというキング・エステートの2大品種によく合う料理に焦点を当てており、テレビ番組「ニュー・アメリカン・キュイジーヌ」（PBS）に関連して出版された。1997年、「ニュー・アメリカン・キュジーヌ」は優れた料理番組として、ジェームズ・ベアード賞にノミネートされた。これらの料理本は、アリス・ウォーターズ、ロイ・ヤマグチ、チャーリー・トロッター、ジャン＝ジョルジュ・ヴォンゲリヒテンといった世界的に著名なシェフが提供するレシピも含まれている。